# Takizawa Kunihiko
Kunihiko Takizawa (sinh ngày 20 tháng 4 năm 1978) là một cầu thủ bóng đá người Nhật Bản.

## Sự nghiệp câu lạc bộ
Kunihiko Takizawa đã từng chơi cho Nagoya Grampus Eight, Vissel Kobe, JEF United Chiba, Yokohama FC và Tokyo Verdy.